# Freeman (Dakota del Sud)
Freeman és una població dels Estats Units a l'estat de Dakota del Sud. Segons el cens del 2000 tenia 1.317 habitants.

## Demografia
Segons el cens del 2000, Freeman tenia 1.317 habitants, 602 habitatges, i 364 famílies. La densitat de població era de 475,2 habitants per km².
Dels 602 habitatges en un 21,4% hi vivien nens de menys de 18 anys, en un 52,7% hi vivien parelles casades, en un 5,6% dones solteres, i en un 39,5% no eren unitats familiars. En el 38,2% dels habitatges hi vivien persones soles el 25,9% de les quals corresponia a persones de 65 anys o més que vivien soles. El nombre mitjà de persones vivint en cada habitatge era de 2,09 i el nombre mitjà de persones que vivien en cada família era de 2,78.
Per edats la població es repartia de la següent manera: un 19,7% tenia menys de 18 anys, un 4,7% entre 18 i 24, un 21,6% entre 25 i 44, un 19,1% de 45 a 60 i un 34,9% 65 anys o més.
L'edat mediana era de 48 anys. Per cada 100 dones de 18 o més anys hi havia 74,7 homes.
La renda mediana per habitatge era de 29.152 $ i la renda mediana per família de 39.118 $. Els homes tenien una renda mediana de 26.795 $ mentre que les dones 17.788 $. La renda per capita de la població era de 17.077 $. Entorn del 4,1% de les famílies i el 6% de la població estaven per davall del llindar de pobresa.

## Poblacions més properes
El següent diagrama mostra les poblacions més properes.